# Artés
|  | Per a altres significats, vegeu «Artés (desambiguació)». |

Artés és una vila i municipi de Catalunya situat a la comarca del Bages. a l'extrem oriental del pla de Bages, dins la zona natural de la vall de la Gavarresa, de la qual és la principal població.

## Geografia
- Llista de topònims d'Artés (Orografia: muntanyes, serres, collades, indrets..; hidrografia: rius, fonts...; edificis: cases, masies, esglésies, etc).

### Situació i característiques del terreny[2]
Administrativament, Artés forma part de la comarca del Bages i, per tant, queda englobat a la vegueria de la Catalunya Central. Dista aproximadament 15 km de Manresa i 30 km de Vic, és el nucli de població més important situat entre les dues ciutats al llarg de l'Eix Transversal.
El terme està banyat principalment per la riera Gavarresa i el seu afluent, la riera de Malrubí, així com per altres torrents d'importància menor. El riu Llobregat, on desemboca la Gavarresa, marca el límit occidental del terme.
Encara que es conserven unes 200 ha de bosc –alzinars i pinedes–, el terme és conreat quasi del tot: hi ha unes 90 ha de regadiu (cereals, patates, hortalisses, alfals, llegums, presseguers i pereres) i unes 1.000 ha de secà, predominantment dedicades a la vinya, cereals, oliveres i farratge.
En l'àmbit geològic cal destacar sobretot la presència de la Formació Artés, estratotipus únic que deu el seu nom a la proximitat amb la població.

### Terme municipal[3]
Malgrat que antigament era més extens, actualment el terme ocupa únicament 17,90 km² i limita:
- Al nord, amb els termes municipals de Sallent i Avinyó.
- Al sud, amb el de Calders.
- Al sud-oest, en un extrem, amb el de Navarcles, just en el límit amb el riu Llobregat, molt proper al Pont de Cabrianes.

| Sallent   |         | Avinyó |
|           |         |        |
| Navarcles | Calders |        |

La delimitació del terme original, incloent-hi els històrics dominis de la parròquia de Santa Maria d'Horta –que no passà a formar part del municipi d'Avinyó fins a mitjans del segle xix–, està perfectament descrita en el primer document escrit sobre la vila, de l'any 889 i que detallava el següent:
| « | Això és, partint del riu Oló, que desguassa al Relat (avui Riera Gavarresa), i pujant per la costa més amunt de la vila de Torcó fins al Balç-rubí (avui Riera de Malrubí), continuant cap a la Serrallonga per l'aiguavés i seguint-la per sobre de la vila de Matacans, per anar a parar a una fita i baixar al Llobregat, i remuntant el curs del riu fins a l'aiguabarreig amb el Relat (Gavarresa), per aquest arribar al riu Oló. | » |

### Evolució dels nuclis de població
El nucli original de la vila d'Artés va començar a desenvolupar-se al cim d'un turó de 343 m d'altitud, situat al mig de la vall, a la riba esquerra de la riera de Malrubí. És en aquest indret on hi ha les restes de l'antic castell, que protegia el camí ral entre Manresa i el Lluçanès. Aquest castell, transformat posteriorment en masia particular, formava part del recinte murallat original, que protegia durant l'edat mitjana el poble nascut dalt del puig. La part moderna de la vila s'ha anat estenent al peu d'aquest turó, en direcció a llevant i en terreny pla. Pel que fa a la Urbanització Vista Pirineu, està situada al llarg de la carretera B-431; al capdamunt de la Serra de Calders i a una altitud de 470 m.

### Vies de comunicació
Les principals vies de comunicació que travessen el poble són:
- B-431, que comunica, pel sud, amb la Urbanització Vista Pirineu i amb Calders per acabar a l'N-141 i, pel nord, amb Horta d'Avinyó i Avinyó i la subcomarca del Lluçanès.
- B-430, que enllaça amb Cabrianes i Sallent.
- BV-4512, que comunica amb Manresa.
- C-25 (Eix Transversal), que discorre a través del terme d'oest a est, i compta amb una connexió amb Artés en direcció Girona i dues en direcció Lleida.

L'autopista Terrassa-Manresa / Eix del Llobregat (C-16) es troba a escassos quilòmetres de la població, enllaçant-s'hi des de la sortida 57 a través de l'Eix Transversal.

CCdSJ

D'altra banda, dins el terme municipal transcorren dos senders: el PR-C 135 i el PR-C 136, tots dos amb itineraris amb sortida i arribada dins del poble.
El Camí català de Sant Jaume creua el municipi.

## Clima
El clima d'Artés queda establert principalment per la seva situació dins la Depressió Central catalana i per la seva altitud mitjana, al voltant dels 315 m.
Seguint la classificació climàtica de Köppen se'l defineix com a «temperat humit amb estius calorosos» i, seguint la divisió realitzada pel Servei Meteorològic de Catalunya, queda definit com a «mediterrani continental subhumit».
Tanmateix, cal destacar que el fet de trobar-se en el límit oriental del Pla de Bages –en una vall considerable envoltada pels massissos del Montcogul i de la serra de Calders– fa que es produeixin sovint destacables inversions tèrmiques respecte de les localitats properes més elevades.
D'altra banda, com a característica típica del clima d'interior, es presenten també notables diferències entre les temperatures a estiu i hivern, i no són extraordinàries temperatures mínimes de -10 °C a ple hivern i màximes de 40 °C al bell mig de l'estiu; provocant una gran amplitud tèrmica.
Des del 16 de febrer de l'any 2006, Artés disposa d'una Estació Meteorològica Automàtica (EMA) que, formant part de la Xarxa d'Equipaments Meteorològics de la Generalitat de Catalunya, mesura les magnituds de temperatura, humitat relativa i precipitació.

## Toponímia
Hi ha hagut diverses opinions, expressades per diferents especialistes en etimologies, respecte a l'origen i significat del topònim d'Artés. El Diccionari Català-Valencià-Balear cita Johannes Hubschmid que considera el nom d'Artés com d'etimologia incerta, «possiblement derivat del cognom Artus amb el sufix preromà -esse». Joan Coromines, en canvi, rebutjà la teoria anterior per decantar-se per una procedència de l'arbust arç, encara que no esmenta com se'n derivaria el nom final d'Artés. Pere Balañà i Abadia, interpretant de manera incorrecta Coromines, es decantà per una procedència «de l'indoeuropeu, potser Artea, afí del basc arte: alzina». Finalment, però, es considera vàlida l'explicació historicogeogràfica, del nom derivat del llatí Artium, que significa «puig fortificat». Aquesta teoria es fonamenta en les proves de l'existència ja al segle vi d'una església fortificada al capdamunt del puig d'Artés, petit turó on es van assentar els primers pobladors per anar baixant posteriorment al llarg de la vall. Artesa de Segre, amb un castell al capdamunt d'un puig que en domina la vall, no cal dubtar que té el mateix origen etimològic que Artés.
Així, el nom d'Artés va anar variant al llarg dels primers anys: Artesse (889), d'Artes (889), Artes (915), Artesse (963), Artes (970), Artesse (972), Artes (991). Durant el segle xi la forma Artes es va acabar imposant, fins que a principi del segle xxi es comença a esmentar el «puig d'Artés», forma redundant etimològicament i que perduraria fins al final del segle xv.

## Demografia
| Entitat de població | Habitants (2024) |
| Artès               | 5.943            |
| Vista Pirineu       | 108              |
| Font: Idescat       |                  |

| 1497 f | 1515 f | 1553 f | 1717 | 1787  | 1857  | 1877  | 1887  | 1900  | 1910  |
| ------ | ------ | ------ | ---- | ----- | ----- | ----- | ----- | ----- | ----- |
| 36     | 28     | 54     | 588  | 1.099 | 1.839 | 1.766 | 1.987 | 2.543 | 2.304 |

| 1920  | 1930  | 1940  | 1950  | 1960  | 1970  | 1981  | 1990  | 1992  | 1994  |
| ----- | ----- | ----- | ----- | ----- | ----- | ----- | ----- | ----- | ----- |
| 2.115 | 2.408 | 2.305 | 2.400 | 3.154 | 3.232 | 4.096 | 4.098 | 4.147 | 4.147 |

| 1996  | 1998  | 2000  | 2002  | 2004  | 2006  | 2008  | 2010  | 2012  | 2014  |
| ----- | ----- | ----- | ----- | ----- | ----- | ----- | ----- | ----- | ----- |
| 4.308 | 4.271 | 4.368 | 4.552 | 4.830 | 5.072 | 5.305 | 5.515 | 5.566 | 5.661 |

| 2016  | 2018  | 2020  | 2022  | 2024  | 2026 | 2028 | 2030 | 2032 | 2034 |
| ----- | ----- | ----- | ----- | ----- | ---- | ---- | ---- | ---- | ---- |
| 5.596 | 5.648 | 5.762 | 5.902 | 6.084 | -    | -    | -    | -    | -    |

## Política
| Període     | Alcalde o alcaldessa     | Partit polític | Data de possessió | Observacions |
| ----------- | ------------------------ | -------------- | ----------------- | ------------ |
| 1979–1983   | Antonio Vallribera Plans | Independent    | 19/04/1979        | --           |
| 1983–1987   | Josep Pare Capdevila     | Independent    | 28/05/1983        | --           |
| 1987–1991   | Josep Pare Capdevila     | Independent    | 30/06/1987        | --           |
| 1991–1995   | Josep Pare Capdevila     | Independent    | 15/06/1991        | --           |
| 1995–1999   | Damià Casas Herms        | CIU            | 17/06/1995        | --           |
| 1999–2003   | Damià Casas Herms        | CIU            | 03/07/1999        | --           |
| 2003–2007   | Josep Candàliga Freixa   | GUA-AM         | 14/06/2003        | --           |
| 2007–2011   | Damià Casas Herms        | CIU            | 16/06/2007        | --           |
| 2011–2015   | Josep Candàliga Freixa   | GUA-AM         | 11/06/2011        | --           |
| 2015–2019   | Josep Candàliga Freixa   | ERC-AM         | 13/06/2015        | --           |
| 2019-2023   | Enric Forcada i Valiente | ERC-AM         | 15/06/2019        | --           |
| Des de 2023 | Enric Forcada i Valiente | ERC-AM         | 17/06/2023        | --           |